# Temper Temper
Temper Temper – czwarty album studyjny walijskiej grupy Bullet for My Valentine. Premiera albumu odbyła się 2 lutego 2013.

## Lista utworów
1. "Breaking Point" – 3:42
2. "Truth Hurts" – 3:36
3. "Temper Temper" – 3:08
4. "P.O.W." – 3:53
5. "Dirty Little Secret" – 4:55
6. "Leech" – 3:59
7. "Dead to the World" – 5:15
8. "Riot" – 2:49
9. "Saints & Sinners" – 3:29
10. "Tears Don't Fall, Pt. 2" – 5:38
11. "Livin' Life (On the Edge of a Knife)" – 4:01